# Roamer Motor Car Company

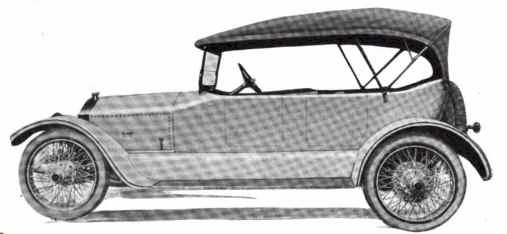
Roamer von 1916

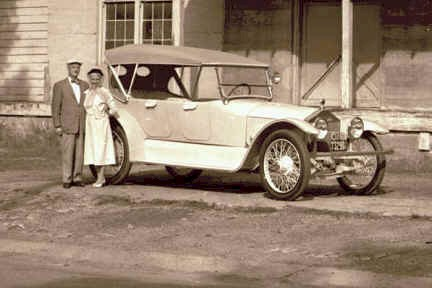
Roamer von 1919

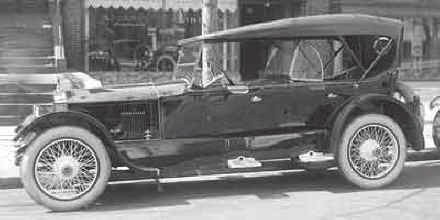
Roamer von 1920

Roamer Motor Car Company, vorher Streator Motor Car Company, Barley Manufacturing Company und Barley Motor Car Company, war ein US-amerikanischer Hersteller von Automobilen.

## Unternehmensgeschichte

### Streator Motor Car Company
L. P. Halladay kaufte Ende 1902 die Erie Motor Carriage and Manufacturing Company aus Anderson in Indiana auf. Er zog nach Streator in Illinois. Er suchte Geschäftspartner und gründete nach einem Jahr die Streator Motor Car Company in Streator. 1904 wurde in großer Geheimhaltung das erste Auto gebaut und 1905 auf den Markt gebracht. Es wurde Halladay genannt. Am 23. September 1911 begann die Insolvenz.

### Barley Manufacturing Company
Im Januar 1913 wurde das Unternehmen an die Merchants’ Realization Company aus Chicago verkauft. Anschließend kaufte es Albert C. Barley, der Sekretär beim Motorenhersteller Rutenber Motor Company war. Er führte die Reorganisation durch, die die neue Firmierung Barley Manufacturing Company zur Folge hatte. Er setzte die Produktion unter Beibehaltung des Markennamens fort.
1916 führte Barley in Zusammenarbeit mit Cloyd Y. Kenworthy und Karl H. Martin die neue Marke Roamer ein. Deren Produktion fand im ehemaligen Werk der Michigan Buggy Company in Kalamazoo in Michigan statt. Wenig später wurde auch der Unternehmenssitz dorthin verlagert.

### Barley Motor Car Company
1917 änderte sich die Firmierung in Barley Motor Car Company.
Im gleichen Jahr beschloss Barley, sich ganz auf den Roamer zu konzentrieren. Daher verkaufte er die gesamte Halladay-Abteilung an eine Investorengruppe, die daraufhin die Halladay Motors Corporation gründeten und die Produktion des Halladay in Ohio fortsetzte.
Zwischen September 1922 und 1924 gab es zusätzlich die Marke Barley für kleinere Fahrzeuge. Außerdem wurden zwischen Sommer 1923 und 1925 Taxis der Marke Pennant produziert.

### Roamer Motor Car Company
1924 verkaufte Barley das Unternehmen. Die neue Firmierung lautete Roamer Motor Car Company. George P. Wigginton war der Präsident. 1929 endete die Produktion.
Insgesamt entstanden rund 13.000 Fahrzeuge.

## Fahrzeuge

### Markenname Barley (1922–1924)
George Hopkins kündigte diese Marke am 7. August 1922 an. Die Markteinführung war im September 1922.
Die Fahrzeuge waren etwas kleiner und billiger als jene von Roamer. Insbesondere der Kühlergrill unterschied sich. Der Sechszylindermotor mit L-Kopf kam ebenfalls von Continental. Die einzige Ausführung wurde Model 6-50 genannt. Auch hier stand wieder die erste Zahl für die Anzahl der Zylinder und die zweite Zahl für die Motorleistung. Das Fahrgestell hatte 300 cm Radstand.
Alle Aufbauten boten Platz für fünf Personen. Für das Modelljahr 1923 sind Tourenwagen, Limousine, Sport Limousine und Touren-Limousine überliefert. 1924 gab es  einen Phaeton, Sport Limousine, Touren-Limousine, Limousine und einen Special Sport.
Außerdem gab es von 1922 bis 1923 ein Taxi.
| Jahr | Modell     | Zylinder | Leistung (PS) | Radstand (cm) | Aufbau |
| ---- | ---------- | -------- | ------------- | ------------- | --- |
| 1923 | Model 6-50 | 6        | 50            | 300           | Tourenwagen 5-sitzig, Limousine 5-sitzig, Sport Limousine 5-sitzig, Touren-Limousine 5-sitzig                     |
| 1924 | Model 6-50 | 6        | 50            | 300           | Phaeton 5-sitzig, Sport Limousine 5-sitzig, Touren-Limousine 5-sitzig, Limousine 5-sitzig, Special Sport 5-sitzig |

### Markenname Pennant (1923–1925)
Diese Taxis waren die Nachfolger des Taxis der Marke Barley. Ein Vierzylindermotor von der Buda Engine Co. trieb die Fahrzeuge an. Der Radstand betrug 292 cm.

## Produktionszahlen
| Jahr  | Produktionszahl | Anmerkung |
| ----- | --------------- | --- |
| 1905  | 5               | Marke Halladay                                                                                                 |
| 1906  | 25              | Marke Halladay                                                                                                 |
| 1907  | 25              | Marke Halladay                                                                                                 |
| 1908  | 50              | Marke Halladay                                                                                                 |
| 1909  | 50              | Marke Halladay                                                                                                 |
| 1910  | 100             | Marke Halladay                                                                                                 |
| 1911  | 200             | Marke Halladay                                                                                                 |
| 1912  | 300             | Marke Halladay                                                                                                 |
| 1913  | 200             | Marke Halladay                                                                                                 |
| 1914  | 136             | Marke Halladay                                                                                                 |
| 1915  | 236             | Marke Halladay                                                                                                 |
| 1916  | 772             | 83 Halladay plus 689 Roamer                                                                                    |
| 1917  | 898             | Marke Roamer. 48 Halladay sind in dieser Zahl nicht enthalten, da unklar ist, welcher Hersteller sie fertigte. |
| 1918  | 1.483           | Marke Roamer                                                                                                   |
| 1919  | 1.110           | Marke Roamer                                                                                                   |
| 1920  | 1.630           | Marke Roamer                                                                                                   |
| 1921  | 1.310           | Marke Roamer                                                                                                   |
| 1922  | 1.418           | Marke Roamer                                                                                                   |
| 1923  | 1.918           | Marken Roamer und Barley                                                                                       |
| 1924  | 723             | Marken Roamer und Barley                                                                                       |
| 1925  | 212             | Marke Roamer                                                                                                   |
| 1926  | 137             | Marke Roamer                                                                                                   |
| 1927  | 88              | Marke Roamer                                                                                                   |
| 1928  | 35              | Marke Roamer                                                                                                   |
| 1929  | 2               | Marke Roamer                                                                                                   |
| Summe | 13.063          | [ 1 ] [ 3 ] |